# Isaak Ossipowitsch Dunajewski

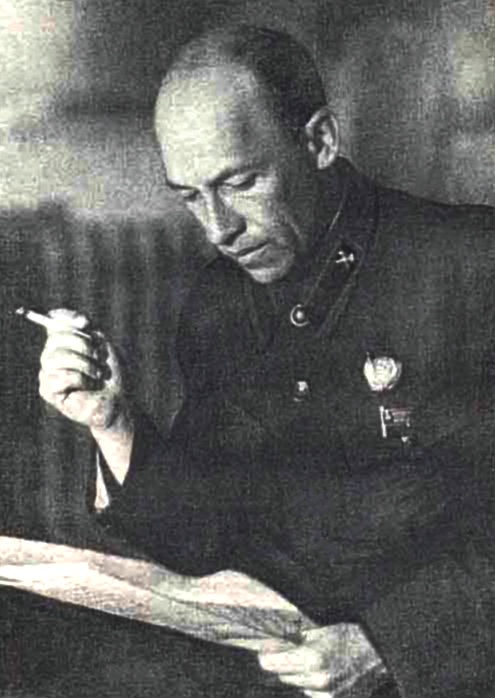
Isaak Ossipowitsch Dunajewski

Isaak Ossipowitsch Dunajewski (russisch Исаак Осипович Дунаевский; * 18. Januarjul. / 30. Januar 1900greg. in Lochwyzja; † 25. Juli 1955 in Moskau) war ein sowjetischer Komponist.

## Leben
Er studierte bis 1919 am damaligen Konservatorium Charkow Violine bei Joseph Achron und Komposition bei Semjon Bogatyrjow. Ab 1924 war er musikalischer Leiter am Satire-Theater in Moskau, ab 1929 an der Music Hall in Leningrad, wo er auch mit dem Jazz-Orchester von Leonid Utjossow zusammenarbeitete und das Lied- und Tanzensemble des Pionierpalastes leitete. Von 1936 bis 1941 lebte er in der Gorochowaja-Straße in Leningrad. 1943 zog er wieder nach Moskau.
Dunajewski erlangte durch seine Filmmusiken, Operetten und Estrada-Unterhaltungsschlager in den 1930er und 1940er Jahren große Popularität. Er schrieb auch von westlichen Einflüssen (Foxtrott und Jazz) durchzogene Schlager, die ihn unter Jugendlichen populär machten. Mit Kriegsbeginn begann sein Stern zu sinken – an Stelle der harmlos-fröhlichen Lieder waren heroische Kampflieder gefragt. Das war weniger Dunajewskis Fall. Nach 1945 litt der bekennende Kommunist und Stalinpreisträger des Jahres 1941 unter dem Antisemitismus der späten Stalin-Ära. Seine letzten Lebensjahre waren bestimmt von vergeblichen Versuchen, an die einstigen Erfolge anzuknüpfen. 1955 verstarb er an einem Herzinfarkt. Es kursieren Gerüchte über einen Selbstmord, die jedoch nicht belegt wurden.
Der Asteroid (4306) Dunaevskij ist nach ihm benannt.

## Werke
- Entrée Marsch aus dem Film „Zirkus“ (meist dargeboten in der Fassung für Blasorchester von Walter Tuschla) – 1936 / SBZ 15. Februar 1946
- Mondscheinwalzer aus dem Film „Zirkus“ – 1936 / SBZ 15. Februar 1946
- Lebte einst ein Kapitän aus dem Film „Die Kinder des Kapitän Grant“ – 1936 / SBZ 31. August 1945
- zahlreiche Operetten, u. a. „Freier Wind“, „Das Goldene Tal“, „Strohhut“, „Weiße Akazie“[4]
- Tango Herz mein aus dem Film „Lustige Gesellen“ – 1934 / SBZ 28. Dezember 1945

### Filmografie (Auswahl)
- Kubankosaken
- Lustige Burschen
- Die Kinder des Kapitän Grant
- Zirkus
- Wolga, Wolga
- Frühling

### Lieder
- Mein Moskau (Моя Москва), seit 1995 Hymne von Moskau
- Vaterland, kein Feind soll dich gefährden (Широка страна моя родная)
- Marsch der Enthusiasten (Марш энтузиастов) aus dem Film „Der helle Weg“
- Sportmarsch (Спортивный марш)
- Marsch der lustigen Burschen (Марш весёлых ребят) aus dem Film  „Lustige Burschen“
- Wiegenlied (Колыбельная) aus dem Film „Zirkus“
- Schulwalzer (Школьный вальс)
- Fliegt, Tauben (Летите, голуби) aus dem Film „Wir sind für den Frieden“
- Lied über Kachowka (Песня о Каховке)
- Herz, du willst keinen Frieden (Сердце, тебе не хочется покоя)
- Der Frühling kommt (Весна идет)
- Weit ist mein Heimatland (Широка страна моя родная) aus dem Film Zirkus, auch in der deutschsprachigen Übertragung "Vaterland, kein Feind soll dich gefährden" bekannt

## Auszeichnungen
- Stalin-Preis (1941, 1951)
- Rotbannerorden der Arbeit (1936)
- Ehrenzeichen der Sowjetunion (1942).
- Orden des Roten Sterns (1945)
- Volkskünstler der Russischen SFSR (1950)